# Богородице-Рождественский монастырь (Сторожевое)
Монастырь Рождества Пресвятой Богородицы — монастырь Орловской епархии Русской православной церкви, расположенный в деревне Сторожевое Мценского района Орловской области. Действовал в 1797—1928 годах, восстановлен в 2007 году и проходит постепенную реставрацию.

## История
Храм Рождества Пресвятой Богородицы был построен в 1797 году капитаном лейб-гвардии Александром Владимировичем Шереметьевым, действительным статским советником на месте бывшего деревянного храма. Имение в селе Сторожевом Мценского уезда было даровано деду Александра Владимировича в 1711 году Петром I за подавление стрелецкого бунта в Астрахани. До этого времени Сторожевое было вотчиной царского стольника Алексея Михайловича Безобразова, который попал в опалу из-за того, что выступил на стороне царевны Софьи против Петра.
Храм имел три престола — главный освящен во имя Рождества Пресвятой Богородицы (престольный праздник 21 сентября по новому стилю). Два другие — во имя святителя Василия Великого и во имя равноапостольного Великого Князя Владимира — в честь небесных покровителей предков основателя храма А. В. Шереметьева.
Каменная ограда вокруг церкви была выстроена в 1869 году усердием здешнего христолюбивого крестьянина Алексея Васильевича Кузнецова. Притч храма состоял вначале из священника, диакона и псаломщика, но затем диаконская должность была упразднена. Храм содержался на весьма скромные собственные средства — не более 500 рублей в год, государственных и епархиальных субсидий не было.
До Февральской революции храм Рождества Пресвятой Богородицы имел значительные земельные угодья (свыше 30 десятин пахотной земли). Приход из пяти окрестных деревень составлял более 1,5 тысяч человек. Имелась церковная библиотека, в которой насчитывалось до 200 книг. Храм содержал одноклассную церковно-приходскую школу для детей в соседней деревне Счастливке и содержал земское училище.
В 1917 году советское правительство национализировало монастырь и усадьбу. Разграбление усадьбы Шереметьевых описано Александром Солженицыным в его эпопее «Красное колесо».
16 июня 1923 года в советских органах Ленинской волости, куда принадлежало в то время село Сторожевое, был зарегистрирован устав церковной общины Рождества Богородицы. Тогда же за неуплату налога на церковь, составлявшего 75 рублей золотом, пять человек из совета общины были осуждены на 3 месяца исправительных работ. В 1928 году храм был закрыт советским правительством, в комплексе монастыря разместили ссыпной пункт для зерна.
В годы Второй мировой войны во время ожесточенных боев в окрестностях села Сторожевого при обстреле храм претерпел значительные разрушения, была повреждена колокольня. В последующие годы советской власти храм все более и более приходил в запустение. Были утрачены фрески в соборе. Шпиль колокольни получил наклон в результате попадания артиллерийского снаряда.
3 февраля 1977 года решением № 63 исполкома Орловского облсовета был присвоен статус памятника регионального значения.
Под контролем оптинского схиархимадрита Илии с 2007 года начато восстановление храма и монастырского комплекса.
По информации издания «Орловские новости», в 2023 году недалеко от монастыря планируется строительство мусорного полигона.

## Строения
- Собор Рождества Пресвятой Богородицы
- Собор Иоанна Предтечи
- Трапезная
- Скит Пресвятой Богородицы
- Монастырское кладбище
  - Братская могила советских воинов — расположена на территории монастырского кладбища, создано в 1943 году, с 21 февраля 2003 года — отдельный памятник регионального значения